# Galicia Unida
Galicia Unida (GU) es un partido político español de ideología de centro, cuyo ámbito territorial se circunscribe a la comunidad autónoma de Galicia (España), formado por militantes individuales. Fue inscrito en el Registro Civil de Lugo a mediados de noviembre de 1986, y fue legalizado ante el Registro de Partidos Políticos del Ministerio del Interior el 19 de diciembre de 1986.
Surgió en Sada bajo el liderazgo de Antón Vilariño y formó parte del Partido Galeguista en 2005, abandonándolo después.
Su secretario general es Juan Carreira Gómez.
Participó en las autonómicas de 2009, con resultados testimoniales: 369 votos (0,02%).